# مطبقة
المطبقة هي أكلة تونسية اشتهر بها خاصة الجنوب التونسي، و هي عبارة عن خبز عربي تتكون عجينته من طحين وخميرة خبز و قليل من الماء والملح تشبه بشكلها عجينة البيتزا.
نقوم بطهيها في الفرن أو على الحطب في قدر خاص بها.و المطبقة مشهورة أساسا بحشوها الذي يتكون من الشحم والبصل والطماطم تقطع كلها مربعات صغير في و عاء ثم نظيف لها الملح و البهارات حسب الذوق و نخلطها بقليل من الماء.و بعدها نضعها وسط العجينة التي نشكلها في شكل نصف دائرة كبير الحجم و نقوم بطهوها مثلما ذكرت سابقا. كما أن الجنوب يأكلها خاصة في فصل الشتاء ظنا منهم أنها تدفأ الجسم، و يكون مطعمها حادا بعض الشيء.